# Веселе (Молдова)
Веселе (рос. Весёлое; рум. Vesioloe) — село в Григоріопольському районі в Молдові (Придністров'ї). Входить до складу Шипської сільської ради. 
Станом на 2004 рік у селі проживало 73,3% українців. 